# شرار

تعديل مصدري - تعديل

شَرار هي إحدى قرى عزلة القبيطة بمديرية القبيطة التابعة لمحافظة لحج، بلغ تعداد سكانها 895 نسمة حسب تعداد اليمن لعام 2004.

## أعلام من شَرار
1. القاضي والنائب اليمني المُسْتَقِل أحمد سيف حاشد هاشم.